# 티라나현

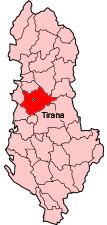
티라나 현의 위치

티라나현(알바니아어: Rrethi i Tiranës)은 알바니아를 구성하는 36개 현 가운데 하나로, 현청 소재지는 티라나(알바니아의 수도)이며 면적은 1,238km2, 인구는 521,000명(2004년 기준)이다. 행정 구역상으로는 티라나 주에 속한다.